# Ici (sculpture)
Pour les articles homonymes, voir Ici.
Ici est une sculpture contemporaine et une fontaine d'Ugo Rondinone inaugurée le 6 juin 2015 à son emplacement au Grand parc de Miribel-Jonage sur la commune de Vaulx-en-Velin.

## Description

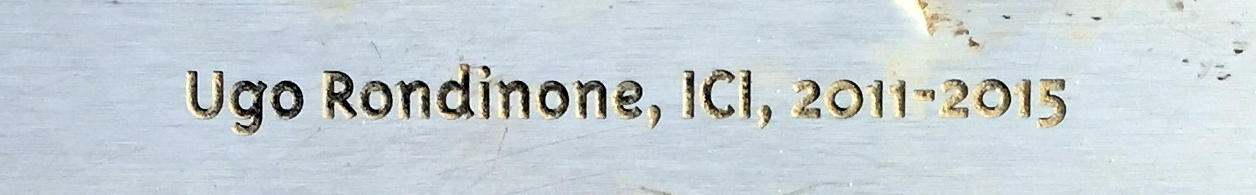
Extrait de la plaque située à proximité.

La sculpture-fontaine de 6 m de haut (5 m de long et 3,2 m de large) pèse 12 tonnes et se trouve au centre d'un bassin de 10 m de diamètre. Sa réalisation a fait l'objet d'un marché public préalable.

## Financement
Le coût total s'élève à 769 000 euros TTC répartis ainsi :
- Symalim (Syndicat mixte pour l’aménagement et la gestion du grand parc Miribel-Jonage), 479 000 euros ;
- DRAC Rhône-Alpes, 240 000 euros ;
- Région Rhône-Alpes, 50 000 euros.

L'œuvre a en outre rapporté 100 000 € à son concepteur.
Le montant, jugé beaucoup trop élevé, est à l'origine d'une polémique locale, et nationale.